# グルナッシュ・ブラン

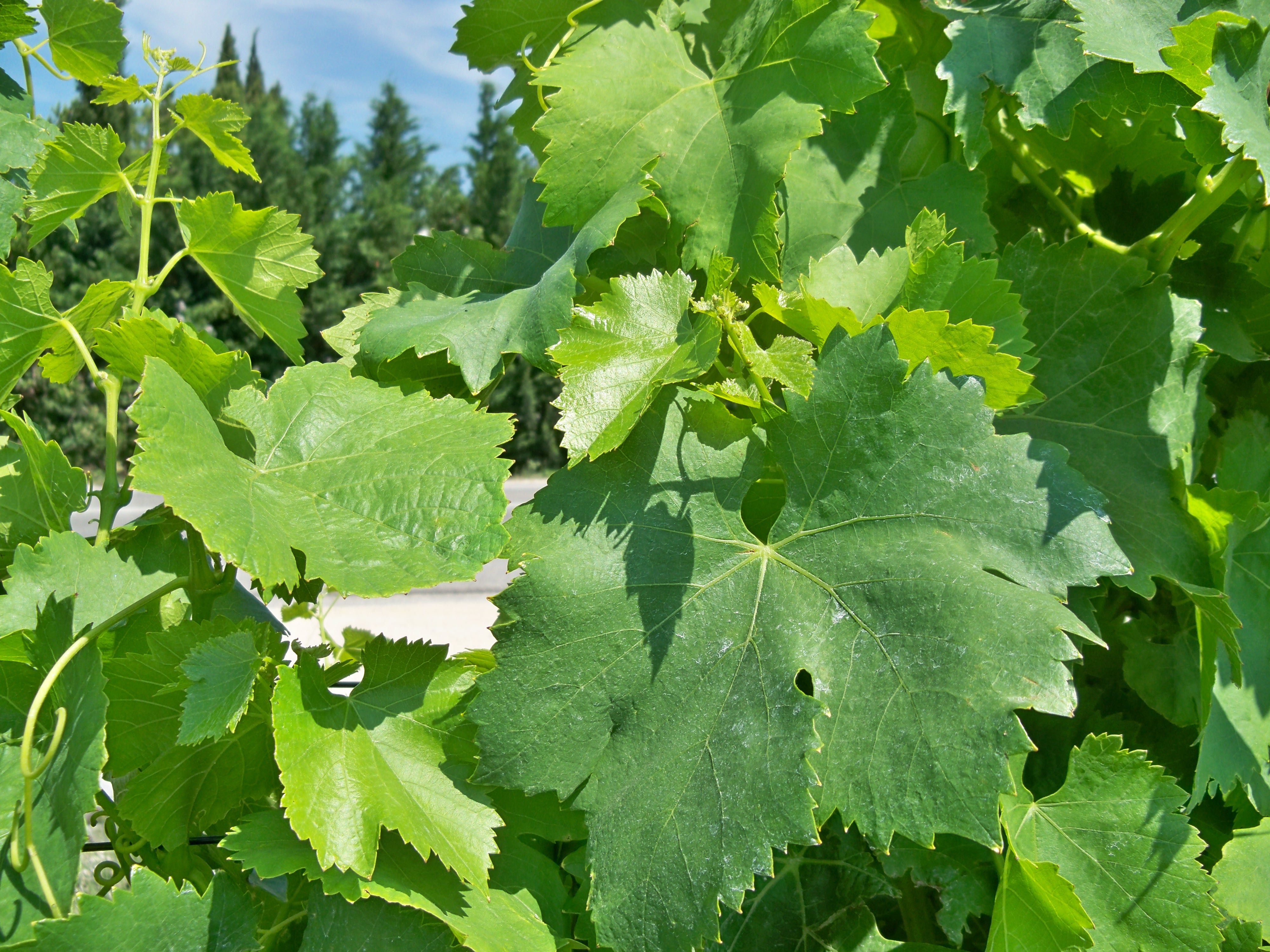
グルナッシュ・ブランのブドウの葉

グルナッシュ・ブラン (Grenache blanc) (カタルーニャのガルナッチャ・ブランカとしても知られる)は、赤ブドウ品種であるグルナッシュに関連する白ワインブドウ品種である。ほとんどがローヌのワインブレンドやスペイン北東部で栽培されている。そのワインは、高いアルコール度と低い酸度を特徴とし、柑橘類やハーブ類の香りを伴っている。その活発さから、実の過剰産生と軟弱化につながる傾向がある。しかし、収量が管理されていれば、特にルーサンヌとのブレンドでフレーバーと長さを与えることができる。1980年代以降、ユニ・ブラン、シャルドネ、セミヨン、ソーヴィニヨン・ブランに続き、フランスで5番目に広く植えられている白ワインブドウである。

## 歴史
グルナッシュ・ブランは、スペインのグルナッシュの突然変異として生まれたと考えられている。その後、ピレネー山脈を渡ってフランスに戻って発展し、ローヌにいわば第2の故郷を見つけた。

## ワイン生産地域

### フランスの生産地域
グルナッシュ・ブランは、フランスのワイン生産地域であるローヌ渓谷では重要な品種であり、しばしばルーサンヌとブレンドされたり、さらには赤ワインにブレンド品種として含まれている。シャトーヌフ＝デュ＝パプとコート・デュ・ローヌAOCの白ワインの主要成分である。最大10％のグルナッシュ・ブランが、コート・デュ・ローヌAOCの赤ワインに含有させることが認められている。リヴザルトAOCでは、いくつかの地域のヴァン・ドゥ・ナチュレ・ワインワインで混合用ブドウ成分として使用されている。フランスのグルナッシュ・ブラン栽培のほぼ半分はルシヨン地方にあり、ブドウはルーサンヌ、マルサンヌ、ヴィオニエ、ヴェルメンティーノとフレンドされることが多い。アグリー渓谷の上流では、この品種のテロワール栽培の事例として生産され始めている。白のシャトーヌフ＝デュ＝パプでは、グルナッシュ・ブランはしばしばルーサンヌ、ピクプール、ブールブラン、クレレット・ブランシュを含むブレンドに、果実感と豊かさをもたらす。

### 他のオールドワールドの生産地域
スペインでは、主にピレネー山脈沿いのスペインのワイン地域、特にカタルーニャのナバーラとテーラ・アルタ地域に見られる。また、プリオラート、アレーリャ、アラゴンにも広く植えられている。リオハの白ワインで許可されているが、酸化し易い傾向があるため広く使われてはいない。

### ニューワールドの生産地域
"ホワイト・グルナッシュ"として知られるオーストラリアのブドウ品種は、1976年にアンペルグラファー (ブドウ品種学者)のPaul Truelによって、ビアンコ・ディ・ポルトフェッラーイオであると同定された。

## ワイン製造
グルナッシュ・ブランは、発酵温度が低い場合に最高の反応を示し、若い時期には新鮮なキャラウェイの香りが強いワインを生み出す。このブドウはワイン醸造にかなり柔軟性があり、マロラクティック発酵 (FML)、伸長した皮の浸漬 (マセレーション)、澱の攪拌およびオーク樽の熟成に適用される可能性がある。ルーサンヌとブレンドされることに加え、グルナッシュ・ブランは時々マスカットとブレンドされ、様々なスタイルのワインが作られている。

## 別名
グルナッシュ・ブランは下記に示す別名でも呼ばれている。
Alicante blanca, Belan, Feher Grenache, Garnacha blanca (スペイン), Garnatxa blanca (カタルーニャ), Vernatxa blanca (カタルーニャのテール・ド・レブル),  Rool Grenache, Silla blanc, Sillina blanc and White Grenache.
単に 'Grenache'あるいは 'Garnacha'と表記する場合は、ほとんどの場合グルナッシュの赤ブドウ品種のことを指す。